# Пилосьян, Еген Акопович
Еген (Гегам) Акопович Пилосьян (1914—1991) — капитан Советской Армии, участник Великой Отечественной войны, Герой Советского Союза (1945), лишён всех званий и наград в связи с осуждением.

## Биография
Евген Пилосьян родился 13 ноября 1914 года в селе Ахурян (ныне — территория Армении), источники указывают также 1920 год как год рождения. По национальности армянин. Окончил среднюю школу и сельскохозяйственный техникум.
Призван в РККА 2 июля 1941 года. С 25 декабря 1941 года — на фронтах Великой Отечественной войны. Принимал участие в Сталинградской и Курской битвах.
К 1945 году Пилосьян имел звание гвардии старшего лейтенанта и занимал должность командира стрелкового батальона 217-го гвардейского стрелкового полка 80-й гвардейской стрелковой дивизии 20-го стрелкового корпуса 4-й гвардейской армии 3-го Украинского фронта. Отличился во время Венской операции.
11 апреля 1945 года, возглавив отряд из 103 автоматчиков, Пилосьян руководил штурмом Имперского моста через Дунай в центре Вены. Несмотря на численное превосходство противника, мост был успешно разминирован. Бой длился более суток. Лишь когда у отряда кончились боеприпасы, противнику удалось ценой больших потерь выбить его с моста. Однако уже 13 апреля мост был вновь взят частями 7-й гвардейской воздушно-десантной дивизии.
28 апреля 1945 года указом Президиума Верховного Совета СССР гвардии старший лейтенант Еген Пилосьян был удостоен высокого звания Героя Советского Союза с вручением ордена Ленина и медали «Золотая Звезда» за номером 4976. После окончания войны Пилосьян продолжил службу в Советской Армии, в Центральной группе войск, расквартированной на территории Австрии. В 1945 году ему было присвоено звание капитана.
В ноябре 1945 года Пилосьян угнал автомобиль, а в феврале-марте 1946 года — ещё два. 9 марта 1946 года он был арестован, а 18 июля военный трибунал советского гарнизона Будапешта приговорил Пилосьяна к четырём годам лишения свободы с лишением звания капитана. 2 февраля 1949 года Указом Президиума Верховного Совета СССР Пилосьян был лишён звания Героя Советского Союза и всех наград.
После отбытия наказания Пилосьян был осуждён ещё несколько раз за совершение краж и порчи личного имущества граждан. Так, 15 января 1954 года в Тбилиси он был осуждён к пяти годам лишения свободы, 10 января 1957 года в Кисловодске — к десяти годам, 25 мая 1961 года в Сочи — к пяти годам лишения свободы, 20 мая 1967 года в Ереване — к пяти годам лишения свободы. Последний раз освободился по амнистии в 1970 году.
После освобождения проживал в Ереване, работал наладчиком на заводе. В 1985 году подавал ходатайство о восстановлении в звании Героя Советского Союза, но получил отказ.
Был также награждён орденами Отечественной войны 1-й степени, Суворова 3-й степени, Красной Звезды, медалями «За боевые заслуги», «За оборону Сталинграда», «За взятие Вены», «За Победу над Германией».
Скончался в январе 1991 года.